# فرانسيسكو مونتيرو (لاعب كرة قدم مواليد 1952)
فرانسيسكو مونتيرو (بالإسبانية: Francisco Montero) (1 مارس 1952 في بيرو - ) هو مدرب كرة قدم وحكم كرة قدم ولاعب كرة قدم بيروفي في مركز الهجوم. لعب مع أتلتيكو تشالاكو ونادي أتليتيكو تورينو ‏.